# Кипроно, Джозефат
Джозефат Кипроно — кенийский легкоатлет, бегун на длинные дистанции. Серебряный призёр чемпионата мира по полумарафону 1996 года. Победитель Берлинского марафона в 1999 года. В 2000 году занял 2-е место на Чикагском марафоне с результатом 2:07.29, и выиграл Римский марафон, показав время 2:08.27. В 2001 году стал победителем Роттердамского марафона.
Принял участие на чемпионате мира 2001 года на марафонской дистанции, но не смог финишировать.